# Up on the Catwalk
Up on the Catwalk è un singolo del gruppo musicale britannico Simple Minds, pubblicato il 12 marzo 1984 come terzo e ultimo estratto dall'album Sparkle in the Rain.
Raggiunse la posizione n°27 della classifica britannica. Rimase in classifica per 5 settimane, più a lungo del precedente singolo Speed Your Love to Me.
A differenza dei precedenti due singoli dell'album, Waterfront e Speed Your Love to Me, Up on the Catwalk non è stato incluso nella raccolta del 1992  Glittering Prize 81/92. Tuttavia, il critico MacKenzie Wilson di AllMusic considerò questo singolo essere la canzone più potente di Sparkle in the Rain, lodandone i testi.

## Tracce
Testi e musiche dei Simple Minds.

### 7"
Lato A
1. Up on the Catwalk - 4:04

Lato B
1. A Brass Band in Africa - 5:10

### 12"
Lato A
1. Up On The Catwalk (Extended Version) - 7:34

Lato B
1. A Brass Band in African Chimes - 9:22

## Classifiche
| Classifica (1984) | Posizione massima |
| ----------------- | ----------------- |
| Irlanda           | 16                |
| Nuova Zelanda     | 44                |
| Regno Unito       | 27                |